# يساول (تشاراويماق)
يساول (مقاطعة تشاراويماق) (بالفارسية: یساول) هي منطقة سكنية تقع في قسم تشاراويماق المركزي في إيران. يقدر عدد سكانها بـ 15 نسمة بحسب إحصاء 2016.